# Lupin (französische Fernsehserie)
Lupin ist eine französische Fernsehserie aus dem Jahr 2021. Die Serie besteht bislang aus drei Staffeln mit 17 Folgen, die auf der Streamingplattform Netflix veröffentlicht wurden. Die erste Staffel ist seit dem 8. Januar 2021 abrufbar. Die zweite Staffel wurde am 11. Juni 2021 veröffentlicht. Die sieben Folgen von Staffel drei sind seit dem 5. Oktober 2023 abrufbar. Am 12. Mai 2025 hat Netflix angekündigt, dass sich eine vierte Staffel in Produktion befindet.
Die Serie ist angelehnt an die Abenteuer des Meisterdiebs Arsène Lupin, einer fiktiven literarischen Figur des französischen Schriftstellers Maurice Leblanc aus den Jahren 1905 bis 1935. Omar Sy spielt die Rolle des Assane Diop, der als 13-jähriger ein Exemplar der Kriminalromane von seinem Vater erhält und dadurch inspiriert selbst zum Meisterdieb wird.

## Handlung
Der junge Assane Diop und sein Vater leben 1995 als senegalesische Einwanderer in Paris. Assanes Vater erhält eine Stelle als Chauffeur bei dem wohlhabenden Unternehmer Hubert Pellegrini. Von diesem wird er beschuldigt, ein wertvolles und historisch bedeutsames Collier gestohlen zu haben, das auf die Königin Marie Antoinette zurückgeführt wird. Obwohl er seine Unschuld beteuert, wird er inhaftiert. Dort begeht er Suizid, und der 13-jährige Assane wird zum Waisen.
25 Jahre später taucht besagtes Schmuckstück wieder auf und soll durch die Familie Pellegrini versteigert werden. Der inzwischen erwachsene und zum genialen Dieb herangereifte Assane schöpft Verdacht und macht sich daran, die Wahrheit ans Licht zu bringen.

## Besetzung und Synchronisation

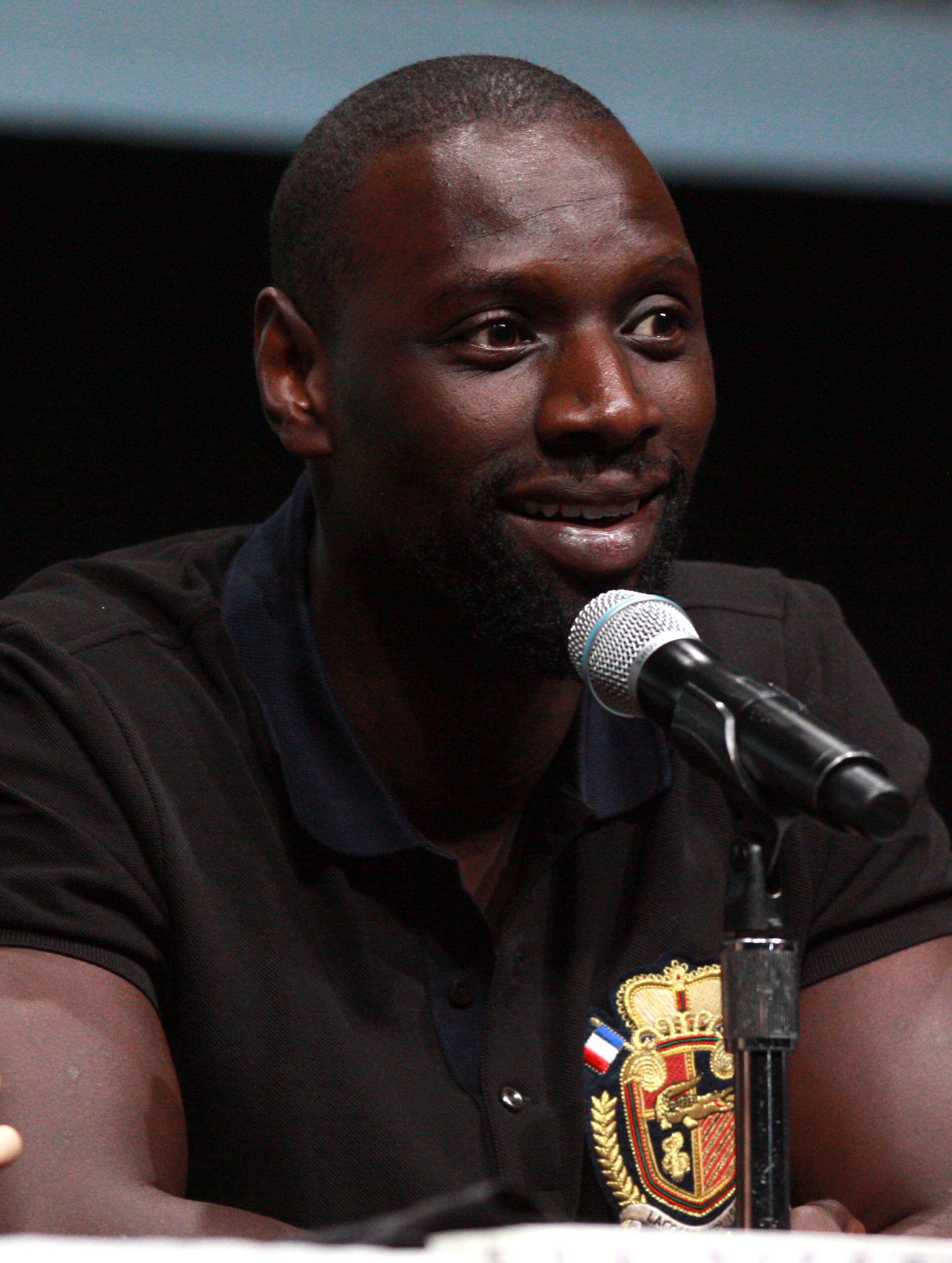
Omar Sy spielt Assane Diop
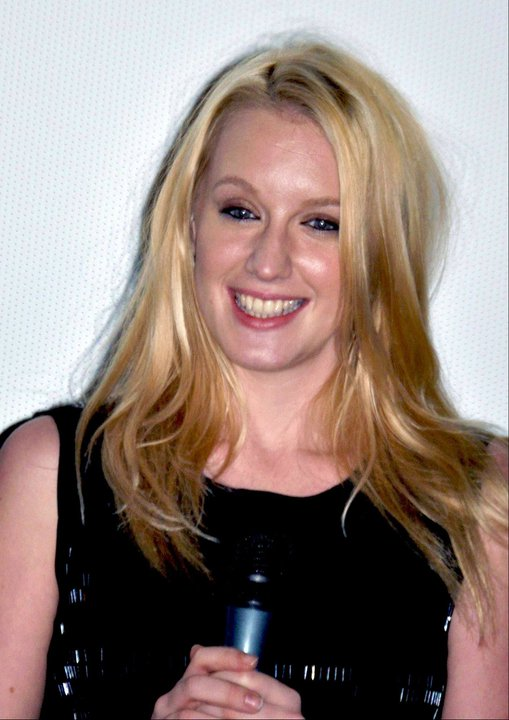
Ludivine Sagnier spielt Claire
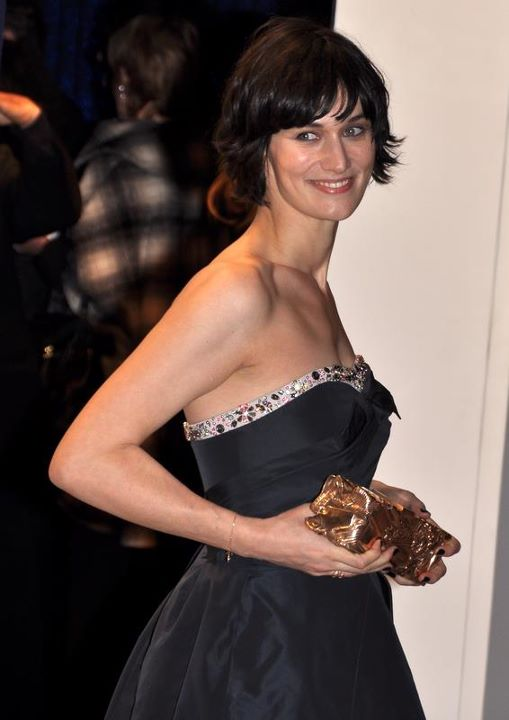
Clotilde Hesme spielt Juliette Pellegrini
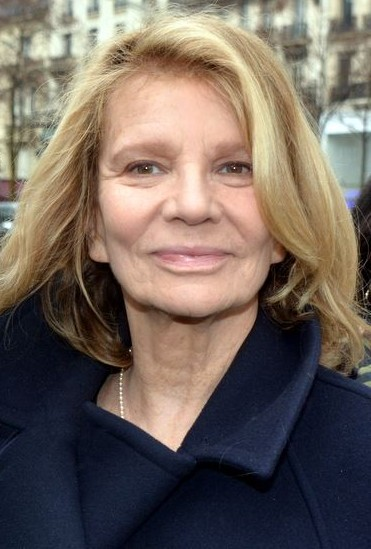
Nicole Garcia spielt Anne Pellegrini
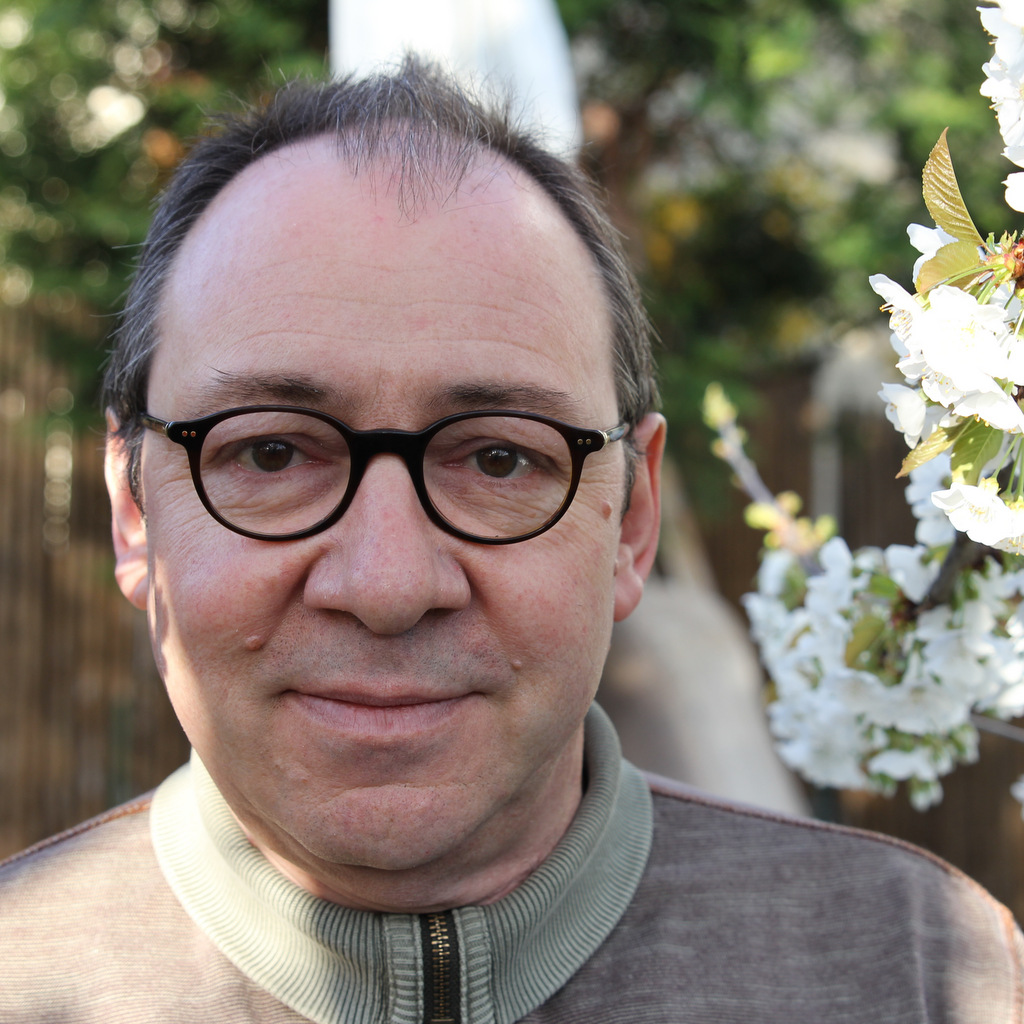
Hervé Pierre spielt Hubert Pellegrini

Mitte März 2020 mussten die Dreharbeiten am Louvre in Paris aufgrund der COVID-19-Pandemie für mehrere Monate unterbrochen werden. Die deutsche Synchronisation der Serie entsteht bei Eclair Studios Germany GmbH in Berlin. Die Dialogregie führt Jürgen Wilhelm, der auch die Dialogbücher schreibt.
| Rollenname                | Schauspieler               | Episoden           | Synchronsprecher                        |
| ------------------------- | -------------------------- | ------------------ | --------------------------------------- |
| Assane Diop               | Omar Sy                    | 1–17               | Sascha Rotermund                        |
| Claire                    | Ludivine Sagnier           | 1–17               | Anne Helm                               |
| Juliette Pellegrini       | Clotilde Hesme             | 1–2, 4–5, 7–10, 12 | Yvonne Greitzke                         |
| Anne Pellegrini           | Nicole Garcia              | 1–3, 8, 16         | Eva Kryll                               |
| Hubert Pellegrini         | Hervé Pierre               | 1–10, 17           | Michael Iwannek                         |
| Benjamin Ferel            | Antoine Gouy               | 1–2, 4–5, 7–17     | Michael Ernst                           |
| Raoul                     | Etan Simon                 | 1–17               | Cosmo Clarén                            |
| Assane Diop (jung)        | Mamadou Haidara            | 1–3, 6–17          | Oliver Szerkus                          |
| Babakar Diop              | Fargass Assandé            | 1–3, 10–11, 16     | Falilou Seck                            |
| Youssef Guédira           | Soufiane Guerrab           | 1–17               | Bastian Sierich                         |
| Capitaine Romain Laugier  | Vincent Londez             | 1–5, 8–10          | Gerrit Schmidt-Foß                      |
| Lieutenant Sofia Belkacem | Shirine Boutella           | 2–7, 9–17          | Leonie Dubuc                            |
| Benjamin Ferel (jung)     | Adrian Valli De Villebonne | 2, 6–9, 11         | Ben Hadad (Ep. 2) Cedric Eich (Ep. 6–9) |
| Gabriel Dumont (jung)     | Johann Dionnet             | 2–3, 17            | Jannik Endemann                         |
| Gabriel Dumont            | Vincent Garanger           | 3–5, 7, 9–10       | Lutz Schnell                            |
| Léonard Koné              | Adama Niane                | 5–7, 9–10          | Johannes Raspe                          |
| Pascal Oblet              | Nicolas Wanczycki          | 7, 9–10            | Matthias Scherwenikas                   |
| Philippe Courbet          | Stefan Crepon              | 8–10, 12           | Tim Schwarzmaier                        |
| Marc                      | Salim Kechiouche           | 8–10               | Konrad Bösherz                          |

| Rollenname                  | Schauspieler            | Episoden        | Synchronsprecher      |
| --------------------------- | ----------------------- | --------------- | --------------------- |
| Juliette Pellegrini (jung)  | Léa Bonneau             | 1, 8            | Valentina Bonalana    |
| Thibaud du Quesnoy          | Xavier Lemaître         | 1, 4            | Peter Lontzek         |
| Vincent Morville            | Grégoire Colin          | 1               | Sven Gerhardt         |
| Lt. Barreto                 | Moussa Sylla            | 2–3             | Kaze Uzumaki          |
| Philippe Bouchard           | Éric Paul               | 2               | Oliver Siebeck        |
| Bogdan                      | Saïd Benchnafa          | 2               | Matthias Scherwenikas |
| Étienne Comet               | François Creton         | 2               | Rainer Gerlach        |
| Mirko                       | Karim Lasmi             | 2               | Michael Gugel         |
| Hélène Dumont               | Marie Barraud           | 3–4, 10         | Melanie Hinze         |
| Claire (jung)               | Ludmilla Makowski       | 3, 6, 12, 15–17 | Lea Kalbhenn          |
| Fabienne Beriot             | Anne Benoît             | 4, 17           | Daniela Strietzel     |
| Thomas Gendre               | Azzeddine Ahmed-Chaouch | 4               | Benjamin Stöwe        |
| Agathe van der Meulen       | Bérengère Dautun        | 5               | Marianne Groß         |
| Lorenzo                     | Daniel Martin           | 6               | Thomas Kästner        |
| Pressesprecherin Pellegrini | Aloysia Delahaut        | 7–10            |                       |
| Alice Baltard               | Maud Le Guenedal        | 8               | Friederike Walke      |
| Lucas Lacroix               | Franck Mercadal         | 9–10            | Bernd Vollbrecht      |
| Commandant Félix / Bruno    | Pierre Lottin           | 11, 17          | Florian Hoffmann      |
| Bruno (jung)                | Noé Wodecki             | 11–17           | Sebastian Fitzner     |
| Clémentine Vidal            | Adèle Wismes            | 11–12, 14, 16   | Esra Vural            |
| Nicholas Imbert             | Xavier Robic            | 11–12           | Dennis Herrmann       |
| Fleur Bélanger              | Martha Canga Antonio    | 11–16           | Laura Oettel          |
| Arnold de Garmeaux          | Julien Pestel           | 11–12, 15       |                       |
| Alberto                     | Jean Benguigui          | 12              |                       |
| Jean-Luc Keller (1998)      | Salif Cisse             | 12–17           | Tobias Müller         |
| Manon (1998)                | Sandya Toure Meite      | 12, 14–15       |                       |
| Manon (2021)                | Sandra Parfait          | 12, 14–17       | Cornelia Waibel       |
| Mariama Diop (1998)         | Seyna Kane              | 12, 17          |                       |
| Mariama Diop (2021)         | Naky Sy Savane          | 12, 14–17       | Harriet Kracht        |
| Cisco                       | Vincent Overath         | 13              |                       |
| Ferdinand (1998)            | Bartholomeus            | 13–14           |                       |
| Ferdinand (2021)            | Nicolas Berno           | 13–16           |                       |
| Jean-Luc Keller (2021)      | Steve Tientcheu         | 15–17           | Tilo Schmitz          |
| Innenminister               | Philippe Résimont       | 17              |                       |

## Episodenliste

### Staffeln 1 und 2
Teil 1 wurde am 8. Januar 2021 und Teil 2 am 11. Juni 2021 weltweit (inklusive deutscher Sprachfassung) auf Netflix veröffentlicht.
| Nr. (ges.) | Nr. (St.) | Deutscher Titel | Originaltitel | Regie           | Drehbuch                   |
| ---------- | --------- | --------------- | ------------- | --------------- | -------------------------- |
| Teil 1     |           |                 |               |                 |                            |
| 1          | 1         | Kapitel 1       | Chapitre 1    | Louis Leterrier | George Kay & François Uzan |
| 2          | 2         | Kapitel 2       | Chapitre 2    | Louis Leterrier | George Kay & François Uzan |
| 3          | 3         | Kapitel 3       | Chapitre 3    | Louis Leterrier | George Kay & François Uzan |
| 4          | 4         | Kapitel 4       | Chapitre 4    | Marcela Said    | George Kay & François Uzan |
| 5          | 5         | Kapitel 5       | Chapitre 5    | Marcela Said    | George Kay & François Uzan |
| Teil 2     |           |                 |               |                 |                            |
| 6          | 6         | Kapitel 6       | Chapitre 6    | Ludovic Bernard | George Kay & François Uzan |
| 7          | 7         | Kapitel 7       | Chapitre 7    | Ludovic Bernard | George Kay & François Uzan |
| 8          | 8         | Kapitel 8       | Chapitre 8    | Hugo Gélin      | George Kay & François Uzan |
| 9          | 9         | Kapitel 9       | Chapitre 9    | Hugo Gélin      | George Kay & François Uzan |
| 10         | 10        | Kapitel 10      | Chapitre 10   | Hugo Gélin      | George Kay & François Uzan |

### Staffel 3
Teil 3 wurde am 5. Oktober 2023 weltweit (inklusive deutscher Sprachfassung) auf Netflix veröffentlicht.
| Nr. (ges.) | Nr. (St.) | Deutscher Titel | Originaltitel | Regie                         | Drehbuch                               |
| ---------- | --------- | --------------- | ------------- | ----------------------------- | -------------------------------------- |
| Teil 3     |           |                 |               |                               |                                        |
| 11         | 1         | Kapitel 1       | Chapitre 1    | Ludovic Bernard               | George Kay                             |
| 12         | 2         | Kapitel 2       | Chapitre 2    | Ludovic Bernard & Daniel Grou | George Kay, François Uzan & Tony Saint |
| 13         | 3         | Kapitel 3       | Chapitre 3    | Daniel Grou                   | George Kay & François Uzan             |
| 14         | 4         | Kapitel 4       | Chapitre 4    | Daniel Grou                   | George Kay & François Uzan             |
| 15         | 5         | Kapitel 5       | Chapitre 5    | Xavier Gens                   | George Kay, Adam Usden & François Uzan |
| 16         | 6         | Kapitel 6       | Chapitre 6    | Xavier Gens                   | Kam Odera, George Kay & François Uzan  |
| 17         | 7         | Kapitel 7       | Chapitre 7    | Xavier Gens                   | George Kay, Adam Usden & François Uzan |

## Rezeption
Obwohl es in Frankreich zu vereinzelter Kritik kam, die Handlung der Serie sei zu vorhersehbar, waren die Bewertungen überwiegend positiv. Auf Netflix belegte Lupin in Frankreich, Deutschland, Italien, Spanien und den Niederlanden umgehend Platz 1 der meistgesehenen Serien. Dies liege vor allem an der sympathischen Darstellung Sys sowie an der schönen Inszenierung der französischen Hauptstadt.
In den USA ist Lupin die erste französische Produktion, die auf Netflix Eingang in die Top 10 des Tages fand. Für die Frankfurter Allgemeine Zeitung kritisierte Axel Weidemann ebenfalls die Vorhersehbarkeit der Handlung: „Das Material stimmt“, allerdings zwänge die Verarbeitung die Geschichte „in ein enges Korsett, das lieblos festgezurrt wird“.